# الأميرة ماري إزميرالدا أميرة بلجيكا
الأميرة ماري إزميرالدا من بلجيكا، السيدة مونكادا (من مواليد 30 سبتمبر 1956) هي عضو في العائلة المالكة البلجيكية. هي نصف عمة الملك فيليب ملك بلجيكا وهنري دوق لوكسمبورغ الأكبر. الأميرة ماري إزميرالدا صحفية ومؤلفة ومخرجة أفلام وثائقية. وهي أيضًا ناشطة بيئية وناشطة من أجل حقوق المرأة وحقوق السكان الأصليين.

## العائلة
الأميرة ماري إزميرالدا هي أصغر أبناء الراحل ليوبولد الثالث ملك بلجيكا وزوجته الثانية ليليان بايلز، أميرة ريثي. أشقاؤها الكاملون هم أمير بلجيكا الراحل ألكسندر والأميرة ماري كريستين ملكة بلجيكا. من بين أشقائها غير الأشقاء الملك الراحل بودوان ملك بلجيكا، والملك السابق ألبرت الثاني ملك بلجيكا (وهو أيضًا عراب ماري إزميرالدا)، والدوقة الكبرى الراحلة جوزفين شارلوت من لوكسمبورغ من زواج والدها من زوجته الأولى، الملكة أستريد.
تزوجت الأميرة ماري إزميرالدا من بلجيكا من السير سلفادور مونكادا، وهو طبيب صيدلاني بريطاني من هندوراس، في لندن في 5 أبريل 1998. لديهم ابنة، ألكسندرا ليوبولدين مونكادا (ولدت في لندن في 4 أغسطس 1998)، وابن، ليوبولدو دانيال مونكادا (ولدت في لندن في 21 مايو 2001).

## الحياة المهنية
الأميرة ماري إزميرالدا صحفية ومؤلفة تكتب تحت اسم إزميرالدا دي ريثي . بعد أن درست القانون في جامعة Saint-Louis - Bruxelles ، تخرجت في الصحافة في Université catholique de Louvain في Louvain-la-Neuve ثم انتقلت إلى باريس لمتابعة حياتها المهنية، وعملت لحسابها الخاص في المجلات الدولية. ركز كتابها كريستيان ديور، السنوات الأولى 1947-1957 على مسيرة كريستيان ديور ونشرته في عام 2001 من قبل فاندوم برس. ثم تابعت إزميرالدا تأليف العديد من الكتب عن والدها الراحل الملك ليوبولد الثالث باستخدام مواد أرشيفية مثل الرسائل والصور. نُشر كتابها Léopold III ، mon père في عام 2001، وتلاه في عام 2006 مصور Leopold III ، اللذان نشرتهما راسين. تكتب في هذه الكتب عن رحلات والدها الاستكشافية، وشغفه بالطبيعة والعلوم والتصوير، بدلاً من العائلة المالكة البلجيكية (راسين). بعد عام واحد، كانت والدتها ليليان موضوع "Lilian، une princess entre ombres et lumière" الذي شاركت في كتابته مع باتريك ويبر (راسين). في عام 2014، كتبت عن جديها «ألبرت وإليزابيث» مع كريستوف فاتشوديز. (راسين). في نفس العام، نشرت إزميرالدا كتابًا عن الفائزات بجائزة نوبل للسلام بعنوان "Femmes prix Nobel de la Paix" (Avant-Propos).

### الافلام الوثائقية
أنتجت ثلاثة أفلام وثائقية من إخراج نيكولاس ديلفولكس وبثتها القناة البلجيكية RTBF «ليوبولد الثالث، والدي»،  «على خطى أجدادي والملكة إليزابيث ألبرت والملكة إليزابيث» (2014)،  و «فيرونجا» (2016).

## النشاط

### القضايا البيئية
تخصص الأميرة ماري إزميرالدا وقتًا للقضايا البيئية. فلقد ألقت العديد من المحادثات وكتبت العديد من المقالات بالإضافة إلى كتاب بعنوان "Terre، agissons pour la planete، il n'est pas trop tard" (Earth - Act Now to Save our Planet. لم يفت الأوان بعد)  الذي ناقش أهمية حماية البيئة. شاركت في حملات رفيعة المستوى مثل حملة السلام الأخضر في أنتاركتيكا في عام 2015. في فيلمها الوثائقي "Virunga" مع نيكولاس ديلفولكس في عام 2016،  سلطت الضوء على أهمية الحديقة بسبب تنوعها الاستثنائي وتنميتها المستدامة وتعد ماري إزميرالدا رئيسة صندوق الملك ليوبولد الثالث لاستكشاف الطبيعة والمحافظة عليها منذ وفاة والدها في عام 1983.
تم القبض على الأميرة ماري إزميرالدا في لندن، إنجلترا في 10 أكتوبر 2019 بعد انضمامها إلى اعتصام ضد تمرد الانقراض (XR) احتجاجًا في ميدان ترافالغار، ولكن تم إطلاق سراحها لاحقًا دون توجيه اتهامات لها. كانت تتظاهر طوال الأسبوع، وقد تظاهرت مع XR في أبريل. وقالت «كلما زاد احتجاج الناس من جميع شرائح المجتمع، زاد التأثير».

### حقوق المرأة
تشارك ماري إزميرالدا في العديد من مؤتمرات حقوق المرأة ففي ديسمبر 2013 شاركت في مسرحية نسوية في بروكسل بعنوان "Blessées à mort" (الجرحى حتى الموت) كتبتها الكاتبة الإيطالية سيرينا دانديني فقد قرأت مونولوجاً على خشبة المسرح بعنوان «فلور دي لوتس» (زهرة اللوتس) وفي مارس 2015، شاركت مع إيف إنسلر في منتدى بعنوان «قفزة» لتعزيز المساواة بين الجنسين على الصعيد الدولي.

### حقوق السكان الأصليين
دعمت الأميرة حملة الزعيم راوني لحماية غابات الأمازون بمساعدة المغني المشهور عالميًا ستينج في عام1989 والتقى الملك ليوبولد مع راوني في عام 1964، في عام 2011، أثناء انعقاد مؤتمر Europalia Brasil ، التقت ماري إزميرالدا بوفد من هنود مهيناكو ففي العام التالي، كرم هنود مهيناكو ذكرى الملك الراحل ليوبولد الثالث في حديقة شينغو في حفل خاص. الأشخاص البيض الوحيدون الذين تم التعرف عليهم في الماضي جنبًا إلى جنب مع أسلافهم هم الأخوان فيلاس بوا - مؤسسو حديقة Xingu Park. في ديسمبر 2015 في Cop21 في باريس، التقت ماري إزميرالدا بأعضاء قبيلة كيشوا من ساراياكو في الإكوادور. قام صندوق ليبولد الثالث بتمويل أحد مشاريعهم. في يوليو 2016، زارت الأميرة مجموعة Xerente القبلية في بورتيرا بالبرازيل وتلقت ترحيبا خاصا خلال حفل تقليدي  في برازيليا، افتتحت رسمياً معرضاً لصور والدها وألقت كلمة سلطت فيها الضوء على أهمية حماية وتعزيز حقوق السكان الأصليين بحضور الزعيم الهندي الشهير ألفارو توكانو. في ديسمبر 2016، في COP22 في مراكش، شاركت في بعض الأحداث التي نظمتها WECAN International Association. وهدفهم هو دعم نساء الشعوب الأصلية اللاتي يقمن بحماية البيئة. في سبتمبر 2017، أصبحت ماري إزميرالدا راعية للحملة من أجل غابة الأمازون التي أطلقتها حركة حركة الجمعية في جميع أنحاء العالم.

### القضايا المتعلقة بالصحة
وهي أيضًا راعية لمؤسسة الأميرة ليليان التي أسستها والدتها الراحلة عام 1958. كان الهدف الأولي هو إرسال الأطفال البلجيكيين إلى الولايات المتحدة إذا كان لديهم حالة قلبية خطيرة ويحتاجون إلى جراحة. في السبعينيات، ركزت المؤسسة على تنظيم لقاءات علمية رفيعة المستوى. منذ وفاة الأميرة ليليان، أنشأت المؤسسة أستاذاً زائراً. في عام 2008، تحدثت في مؤتمر حول الصحة العقلية والرفاهية في المجتمع الأوروبي في بروكسل. ماريا إزميرالدا هي الرئيسة الفخرية لـ Care Belgium. كانت الرئيسة الفخرية لـ Delphus حتى عام 2017، وهي جمعية تقدم للأطفال المصابين بالتوحد أسبوعًا من العلاج المساعد مع الدلافين كل عام.

## مؤلفة
- كريستيان ديور، السنوات الأولى 1947-1957 . مطبعة فاندوم، نيويورك، 2001.
- ليوبولد الثالث، mon père . إصدارات راسين 2001.
- مصور ليوبولد الثالث . إصدارات راسين 2006.
- تير . إصدارات راسين، 2011.
- مع باتريك ويبر. ليليان، une princess entre ombre et lumière . إصدارات راسين، 2012.
- مع كريستوف فاخوديز. ألبرت وإليزابيث . إصدارات راسين، 2014.
- جائزة نوبل دي لا بيكس للسيدات . إصدارات Avant-Propos ، 2014.

1. ↑  Babelio | Esmeralda de Belgique (بالفرنسية), QID:Q2877812
2. ↑  "Interview with Princess Marie-Esméralda of Belgium" (بالفرنسية). 17 juin 2019. Retrieved 8 مايو 2020. {{استشهاد ويب}}: تحقق من التاريخ في: |publication-date= (help)
3. ↑  "HRH Princess Liliane of Belgium", ديلي تلغراف, 10 June 2002. Retrieved 10 August 2014 نسخة محفوظة 2021-12-11 على موقع واي باك مشين.
4. 1 2  "L'Eventail" magazine, April 2000, page 2-10
5. 1 2  "Majesty" magazine, vol.36 #12 December 2015 page 26-32
6. ↑  Esmeralda de Belgique Christophe Vachaudez. "Albert et Elisabeth | Éditions Racine" (بالفرنسية). Racine.be. Archived from the original on 2021-12-11. Retrieved 2018-06-11.
7. ↑  "Femmes prix Nobel de la paix - Avant-Propos". www.avantpropos.eu. مؤرشف من الأصل في 2021-12-11.
8. 1 2  "Royals" magazine, February 2010, page 54
9. ↑  "Point of view" magazine,week 12-18,2014 page 28-29
10. ↑  "La Princesse Esmeralda de Belgique filme le Parc des Virunga - Parc National des Virunga". 2 ديسمبر 2016. مؤرشف من الأصل في 2018-06-12.
11. ↑  "Esméralda de Belgique". مؤرشف من الأصل في 2018-06-12.
12. 1 2  "Paris Match" magazine, 26 November-2 December 2015, page 5-12
13. ↑  "La Princesse Esmeralda de Belgique filme le Parc des Virunga - Parc National des Virunga". 2 ديسمبر 2016. مؤرشف من الأصل في 2022-03-16."La Princesse Esmeralda de Belgique filme le Parc des Virunga - Parc National des Virunga". 2 December 2016.
14. ↑  "Esmeralda de Belgique: "On m'a mise dans une cellule" (interview)" [Esmeralda of Belgium: "I was put in a cell"] (بالفرنسية). 11 Oct 2019. Archived from the original on 2020-07-31.
15. ↑  "Extinction Rebellion: James Brown denies plane nuisance charge - BBC News". 12 أكتوبر 2019. مؤرشف من الأصل في 2021-12-11. اطلع عليه بتاريخ 2019-10-12.
16. ↑  "Esmeralda de Belgique à la soirée "Blessées à mort" - Noblesse & Royautés". 12 يونيو 2013. مؤرشف من الأصل في 2021-11-27.
17. ↑  "Her Royal Highness Princess Esmeralda of Belgium - Jump Promoting gender equality, advancing the economy". مؤرشف من الأصل في 2022-03-11.
18. ↑  "Paris Match" magazine, 28 July-3 August 2016 page 16-18
19. ↑  "Princesa da Bélgica visita aldeia e é batizada por indígenas no Tocantins". 6 يوليو 2016. مؤرشف من الأصل في 2022-03-03.
20. ↑  "Maria-Esmaralda of Belgium, the princess we miss – Embassy Brasília". Embassybrasilia.com.br. 20 يونيو 2014. مؤرشف من الأصل في 2018-06-12. اطلع عليه بتاريخ 2018-06-11.
21. ↑  "Esmeralda de Belgique au Salon "Ecrire l'Histoire" - Noblesse & RoyautésCm". 22 يونيو 2016. مؤرشف من الأصل في 2021-11-27.
22. 1 2  "Meet the team - Friendship UK Charity". مؤرشف من الأصل في 2020-09-27.
23. ↑  "Public Health Europe - European Commission - EU - European Commission". Ec.europa.eu. مؤرشف من الأصل في 2018-06-13. اطلع عليه بتاريخ 2018-06-11.

قالب:Belgian princesses